# یلفان
یلفان، روستایی از توابع بخش مرکزی شهرستان همدان در استان همدان ایران است که زادگاه بزرگ مرد معدن کشورو بدون اقراق در سطح بی المللی  آقای مهندس نادر خدایاری مطلوب که پدر معدن ایران مینامد. ایشان را آقای مهندس نادرخدایاری مطلوب موفق به کشف معادن سنگ بزرگ و معروفی در ایران شده، معادنی همچون مرمریت جوشقان، معدن سنگ مرمر قصلان قروه، معدن سنگ عباس‌آباد و آتشکوه نیم‌ور، معدن سنگ دریژان دورود و معدن سنگ چینی ازنا، و همینطور بنیان‌گذاری شرکت معدنی سنگ ایران را در کارنامه خود دارد.

## جمعیت
این روستا در دهستان الوندکوه شرقی قرار دارد و براساس سرشماری مرکز آمار ایران در سال ۱۳۹۵، جمعیت آن ۱۷۲ نفر (۵۶خانوار) بوده‌است.